# Hoggar (ferry)
Pour l’article homonyme, voir Hoggar.
Le Hoggar (arabe : هقار) est un ferry ayant appartenu à la compagnie algérienne Algérie Ferries. Construit de 1970 à 1971 par les chantiers Mitsubishi Heavy Industries de Kobe sous le nom d'Hibiscus (はいびすかす, Haibisukasu) il est le troisième d'une série de quatre navires identiques construits pour la compagnie japonaise Nippon Car Ferry. Mis en service en avril 1971 sur les liaisons entre les îles d'Honshū et de Kyūshū, il sera rapidement supplanté en 1974 par des navires plus imposants. Vendu en 1976 à la Compagnie nationale algérienne de navigation (CNAN) il est renommé Hoggar et affecté sur les lignes entre l'Algérie, la France et l'Espagne. Transféré en 1987 au sein de la nouvelle compagnie publique Algérie Ferries, il conserve son affectation jusqu'en 2005 avant d'être revendu à l'armateur égyptien Cleopatra Navigation en 2006. Rebaptisé Shahd Cleopatra, il est exploité en mer Rouge par son nouvel armateur avant d'être une nouvelle fois revendu en 2010 à la société Saleh Maah. Il ne sera cependant jamais exploité par cet armateur et restera abandonné dans la baie de Suez. En 2017, il finit par prendre l'eau et chavirer. Son épave est finalement démolie sur place en 2020.

## Histoire

### Origines et construction
En 1970, la compagnie Nippon Car Ferry, exploitant depuis 1965 de petits navires entre différents ports de la baie de Tokyo, décide de l'ouverture d'une ligne reliant Tokyo à l'île de Kyūshū. Afin de proposer le maximum de fréquences, la compagnie envisage la mise en service de quatre navires identiques.
Premiers navires de la compagnie spécialement conçus pour le long cours, ces quatre unités, mesurant 118 mètres de longueur, sont prévues pour transporter environ 1 000 passagers et une centaine de véhicules à la vitesse de 19 nœuds. Contrairement à la plupart des car-ferries au Japon, plutôt orientés vers le transport de fret, leur conception est davantage centrée sur le transport des passagers. Leurs aménagements offrent donc un maximum de confort avec deux espaces de restauration, un izakaya traditionnel ainsi que des cabines privatives en 1re classe et des dortoirs en classe Touriste. Pour permettre une mise en service simultanée des quatre navires pour l'année 1971, leur construction est confiée à deux chantiers différents. Les chantiers Mitsubishi Heavy Industries de Kobe s'occupent ainsi de la réalisation du Phenix et de l‘Hibiscus tandis que le constructeur Nippon Kokkan de Shimizu s'affairent à celles du Saintpaulia et du Bougainvillea.
L‘Hibiscus est mis sur cale le 12 mai 1970. Le navire est ensuite lancé le 23 décembre suivant puis achevé durant environ quatre mois avant d'être livré à Nippon Car Ferry le 10 avril 1971.

### Service

#### Nippon Car Ferry (1971-1976)
L‘Hibiscus est mis en service en avril 1971 entre Kawasaki et Hyūga dans la préfecture de Miyazaki. Il entre en service simultané avec le Bougainvillea, sorti des chantiers NKK. Ils rejoignent leurs jumeaux Phenix et Saintpaulia, mis en service au mois de mars. 
En mai 1972, l‘Hibiscus et le Saintpaulia sont affrétés par la filiale Miyazaki Car Ferry pour desservir une nouvelle ligne au départ d'Ōsaka. Ils retourneront quelques mois plus tard au sein de Nippon Car Ferry qui décidera finalement de desservir les lignes depuis le Kansai sous ses propres couleurs.
En 1974, l'arrivée du Takachiho Maru et du Mimitsu Maru, plus imposants et plus rapides, entre Kawasaki et Hyūga entraîne le redéploiement des unités de la flotte. Il apparaît également que l‘Hibiscus et ses jumeaux ne sont pas adaptés aux lignes du Kansai, en particulier celle au départ de Kobe, par laquelle transitent moins de passagers et davantage de fret. Ainsi, l'arrivée, en 1976, du ferry d'occasion Saitobaru, doté d'une plus forte capacité de roulage, entraîne le déplacement du Saintpaulia sur la ligne d'Ōsaka, conduisant au retrait de l‘Hibiscus. 
Le navire est alors vendu courant 1976 à la Compagnie nationale algérienne de navigation (CNAN), de même que son jumeau le Bougainvillea, qui était désarmé depuis 1974. La CNAN avait par ailleurs fait l'acquisition, un an plus tôt, de leur sister-ship le Phenix.

#### CNAN/Algérie Ferries (1976-2006)

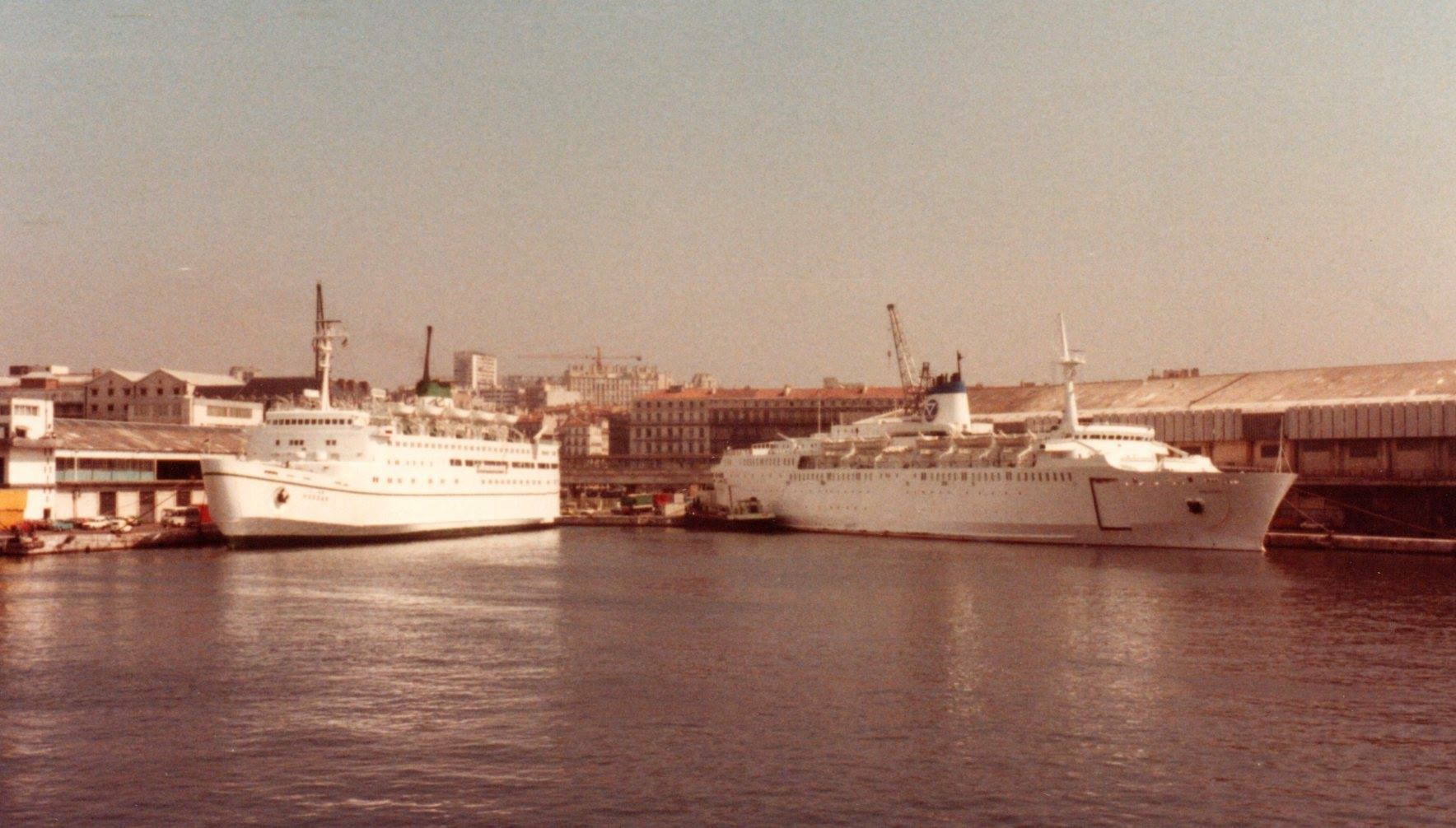
Le Hoggar (à gauche) à Marseille en 1978.

Renommé Hoggar, le navire quitte le Japon pour rejoindre la Méditerranée. Il subit quelques transformations, notamment l'ajout d'un bloc à l'arrière ainsi que la suppression du pont garage sur le pont 4. Sa capacité est également augmentée et les dispositifs de sécurité renforcés avec l'ajout d'embarcations de sauvetage, absentes jusqu'alors, sur le pont supérieur.
Le navire et son jumeau, rebaptisé Zeralda, entrent en service entre l'Algérie, la France et l'Espagne au cours de l'été 1976. Ils rejoignent sur cette desserte leur autre sister-ship, l'ancien Phenix, qui a pris le nom de Tipasa. L'arrivée du Hoggar et du Zeralda permet un renforcement significatif des lignes entre l'Algérie et l'Europe et plus particulièrement en été. La CNAN aligne désormais en saison estivale jusqu'à sept car-ferries, dont cinq en propriété.
En 1987, le Hoggar est transféré au sein d'Algérie Ferries, nouvelle société publique chargée des activités du transport des passagers. 
Au début des années 2000, Algérie Ferries entreprend le renouvellement de sa flotte vieillissante. Le Hoggar est retiré du service fin 2005 et vendu à la compagnie égyptienne Cleopatra Navigation qui rachète également ses deux sister-ships.
Rebaptisé Shahd Cleopatra, Il entre en service en 2006 entre l'Égypte et l'Arabie saoudite, transportant majoritairement des pèlerins musulmans vers La Mecque. Revendu en 2010 à la société Saleh Maah, il est cependant désarmé dans la baie de Suez aux côtés de son sister-ship le Cleopatra Moon, ancien Zeralda. Laissé à l'abandon, il accuse, au fur et à mesure des années, une gîte sur bâbord. En 2017, il chavire et s'échoue à l'extérieur du port, ne laissant dépasser que son flanc tribord. Son épave demeure alors abandonnée jusqu'à sa démolition en 2020.

## Aménagements
Le Hoggar possédait 8 ponts. Si le navire s'étend en réalité sur 9 ponts, l'un d'entre eux était inexistant au niveau du garage afin de permettre au navire de transporter du fret. Le pont le plus haut était désigné comme le pont promenade et ceux destinés aux passagers par ordre alphabétique de A à C. Les locaux passagers occupaient principalement les ponts A et B ainsi qu'une partie du pont C tandis que l'équipage logeait sur le pont Promenade. La totalité du pont D et l'arrière du pont C abritait quant à eux le garage. Lors de son passage sous pavillon algérien, le garage du pont C sera toutefois supprimé pour permettre l'aménagement, entre autres, de salons fauteuils.

### Locaux communs
Durant sa courte carrière sous les couleurs de Nippon Car Ferry, les passagers avaient à leur disposition un restaurant-cafétéria, un grill, un salon, un izakaya, un cinéma, un sauna, deux sentō (bains publics) ainsi que des salles de jeux de cartes aux ponts inférieurs.
À la suite de sa vente en Algérie, les aménagements ont subi quelques transformations. Le salon sur le pont A a été agrandi grâce à l'adjonction d'un bloc tandis qu'une cafétéria a été aménagée à l'arrière du pont C à la place du pont garage supérieur. Certaines anciennes installations telles que le grill, l'izakaya ou les bains publics ont été supprimées.

### Cabines
À l'époque japonaise, l‘Hibiscus était équipé d'une suite à deux places, 9 cabines luxe à quatre de style japonais, 12 cabines luxe à deux de style occidental, 34 cabines de 1re classe à quatre de style occidental et 15 à six de style japonais. Les passagers de la classe Touriste étaient quant à eux logés dans des dortoirs situés à l'avant du navire.
Durant sa carrière en Méditerranée, les cabines du pont A ont été conservées et attribuées à la classe Économique tandis que les dortoirs du pont B ont été supprimés et remplacés par des cabines plus spacieuses destinées à la classe Cabine. Sur le pont C, les dortoirs ont laissé place à d'autres cabines de la classe Économique à l'avant du navire et le garage supérieur a été supprimé et remplacé par des salons fauteuils.

## Caractéristiques
Le Hoggar mesurait 118 mètres de long pour 20,40 mètres de large, son tonnage était à l'origine de 5 954 UMS avant d'être porté en 1976 à 9 420 UMS. Il pouvait embarquer dans sa configuration initiale 1 010 passagers puis 1 100 après sa transformation. Il possédait un garage pouvant à l'origine contenir 111 véhicules particuliers ainsi que 40 remorques. Le garage était accessible par deux portes rampes axiale, l'une située à la proue et l'autre à la poupe. La porte avant sera toutefois condamnée lors des travaux de 1976 qui verront également la capacité du garage portée à 190 véhicules. La propulsion du Hoggar était assurée par deux moteurs diesels Pielstick-Nippon Kokan 12PC2V développant une puissance de 8 200 kW entrainant deux hélices à pas variables KaMeWa faisant filer le bâtiment à une vitesse de 19 nœuds. Il était également doté d'un stabilisateur anti-roulis à ailerons repliables. Les dispositifs de sécurité se composaient à l'époque essentiellement de radeaux de sauvetage, ils ont ensuite été complétés en 1976 par huit embarcations de sauvetage ouvertes de taille moyenne ainsi que deux autres de plus petite taille.

## Lignes desservies
Pour Nippon Car Ferry de 1971 à 1976, l‘Hibiscus a relié les îles d'Honshū et de Kyūshū, d'abord sur la lignes Kawasaki - Hyūga, puis Ōsaka - Hyūga de 1972 à 1976.
Pour la CNAN puis Algérie Ferries de 1976 à 2005, le Hoggar effectuait les liaisons entre l'Algérie, la France et l'Espagne. Il naviguait ainsi, au départ d'Alger, d'Oran, de Béjaïa, de Skikda ou d'Annaba vers Marseille et Alicante.
Le navire a ensuite terminé sa carrière en transportant des pèlerins entre l'Égypte et l'Arabie saoudite pour la compagnie Cleopatra Navigation de 2006 à 2010.